# Ежені Гранде
«Ежені Гранде», також Ежені Ґранде — роман французького письменника Оноре де Бальзака 1833 року. Вперше частково опублікований в журналі «L'Europe littéraire» у вересні 1833 року. Перша повна публікація була здійснена в 1834 році.

### Сюжет
«Ежені Гранде» — роман Оноре де Бальзака, входить до циклу «Сцени провінційного життя», вперше опублікований у 1833 році. Сюжет побудований на подіях, які розгортаються у французькій провінції девятнадцятого століття. Голова заможної родини буржуа-мільйонер, скнара та деспот Фелікс Гранде таємно заощаджує гроші, ні на кого не витрачає їх, економить на всьому. Дружина Гранде страждає, вона слабка жінка, не має сміливості перечити чоловікові. Їхня красуня-донька Євгенія Гранде знайомиться зі своїм кузеном Шарлем, який приїхав з Парижа. Між ними виникають почуття, Шарль називає Євгенію своєю дружиною, але він змушений поїхати за кордон. Євгенія — класичний силует бальзаківської жінки, готової «життя віддати за сон кохання», — обіцяє, що чекатиме його. Проходять роки, помирає спочатку мати Євгенії, потім і батько. Героїня стає спадкоємицею величезного спадку. Одного разу Євгенія дізнається, що Шарль повернувся до Франції, проте одружитися він збирається з іншою…
Твір був екранізований двічі: перший раз у 1946 році режисером Маріо Сольдаті — «Євгенія Гранде», другий раз у 1960 році режисером Олексієм Сергєєвим. Історія Євгенії Гранде завжди актуальна, постійно буде нагадувати про те, що часом довірливість та мрії можуть зробити людей сліпими та беззахисними. А ще про те, що часом батьки люблять своїх дітей настільки сильно, що краще б не любили, і про те, що скупий завжди платить двічі…

### Проблематика твору
Художня проблематика твору полягає в розробці двох антагоністичних одна одній тем — любові до грошей і любові до людини (духовної парадигми нашого існування).
Говорячи про сучасне йому суспільство, Бальзак підкреслює його меркантильну сутність. Життя більшості людей, на думку письменника, «обмежене суто матеріальними інтересами». Один з головних персонажів роману, пан Гранде є «уособленням могутності грошей». На прикладі його характеру і історії життя Бальзак показує, до чого може привести людину любов до грошей. З одного боку, ми бачимо дбайливе і ощадливе ставлення до речей, з іншого — нерозумне обмеження себе і своєї сім'ї в найнеобхіднішому.

### Головні герої
- Пан Гранде, сомюрський буржуа-мільйонер, що відрізняється надзвичайної скупістю і ощадливістю.
- Пані Гранде, дружина пана Гранде.
- Ежені Гранде, дочка пана і пані Гранде.
- Шарль Гранде, кузен Євгенії з Парижа.
- Нанетта, вірна служниця будинку Сомюрский Гранде.

### Образи головних героїв
Пан Гранде витрачає фінанси тільки на те, що не може отримати задарма: освячений хліб, одяг для дружини і дочки, оплату їх стільців в церкві, освітлення, платню єдиній служниці Наненті, лудіння каструль, податки, ремонт будівель і витрати по своїх підприємствах . Фермери-навспільника постачають Гранде курчатами, яйцями, маслом і пшеницею, наймачі-городники — овочами. Фрукти у сім'ї — свої, але найкращі з них йдуть не на домашній стіл, а на ринок. Дичина в меню Гранде з'являється не раніше, ніж він купує лісові угіддя.
Батько Гранде цінує в грошах — не владу, не ті можливості, які вони дають, а самі гроші. Йому подобається все, що з ними пов'язано — заробіток, примноження, вкладення капіталу то в одне, то в інше підприємство, накопичення, пересування, милування (як у випадку з золотими монетами, які він дарує своїй дочці Євгенії на кожен день народження) і навіть саме усвідомлення існування грошей.
Пан Гранде бачить в людях гроші, а в грошах — людей: «червінці живуть і копошаться, як люди: йдуть, приходять, потіють, множаться». У розмові з Шарлем герой відчуває жаль не до того, що племінник втратив батька (Гранде не бачить в цьому нічого страшного, оскільки «батьки за законом природи помирають раніше дітей»), а до того, що він втратив стан. Для татуся Гранде розорення — найважче нещастя, яке може спіткати людину на землі.
Про майбутнє життя герой не думає так само, як не думають і більшість оточуючих його торговців і аристократів. На порозі смерті папаша Гранде точиться не до розп'ятого на хресті Христа, а до його позолоти. Замість благословення герой закликає єдину дочку берегти золото, адже їй доведеться потім дати йому «звіт на тому світі!».
Ежені Гранде можна було б назвати повною протилежністю батька, якби не одне «але»: дівчина успадкувала від нього основну рису характеру — внутрішню упертість. Французький письменник періодично підкреслює спільність у поведінці батька і доньки: перша вкладає золото в прибуток, друга — в почуття; хитрість персонажів обумовлюється їх головною, внутрішньої пристрастю — скупістю Гранде і любов'ю Євгенії; старий скнара готовий пожертвувати любов'ю дочки заради зайвих пластинок золота, Євгенія готова віддати своє життя за несесер, відданий їй на зберігання коханою людиною.
Батько Гранде інтуїтивно відчуває свою схожість із дочкою, але похилий вік і укорінена в його серці пристрасть до золота, не дозволяють йому бачити справжню натуру Євгенії, між тим, як остання прекрасно усвідомлює, що собою представляє її батько.
Дівчина не думає про гроші до тих пір, поки вони їй не потрібні. Як тільки в життя Євгенії вривається любов, прокидається і її свідомість: за чверть години, що пройшли з моменту приїзду кузена, «у неї виникло більше думок, ніж з дня появи її на світ».
У Шарлі дівчину привертає все: і витончена краса, і модний одяг, і його, незвичайні для провінції, манери. Нещастя, що трапилася з ним, розпалює в Євгенії природне для неї почуття жалю до ближнього.
Становлення любові в серці головної героїні малюється Бальзаком психологічно тонко і вивірено: на початку Євгенія неусвідомлено прагне зробити приємне кузену (прибирає його кімнату) і хоче сподобатися йому зовні (встає рано вранці, щоб красиво одягнутися і зачесатися), потім вона повстає проти встановленого батьком домашнього укладу («краде» на кухні груші і готує Шарлю найпростіший — за звичайними мірками, але руйнівний, за уявленнями батька, сніданок) і при цьому ретельно приховує свої думки і почуття від оточуючих.
Успадкований від матері благородний, християнський характер надає простим і пересічним рисам Євгенії дивовижну принадність. Головна героїня роману з радістю допомагає коханому грошима і сім довгих років чекає його повернення з Ост-Індії. Дізнавшись про зраду Шарля, Євгенія проявляє себе, як і всі благородні натури, — вона оплачує борги кузена, відпускає його до іншої, а сама звертає свій погляд до неба і продовжує жити, люблячи і страждаючи, в очікуванні природної розв'язки — смерті.
На тлі протистояння матеріалістичного і духовного другорядні персонажі роману виглядають дещо шаблонно: пані Гранде — класичний образ богобоязливої жінки, яка беззаперечно підкоряється чоловікові. Шарль Гранде — молода людина з благородним серцем швидко засвоює безпринципну суспільну мораль, яка не просто змінює, а розбещує його характер. І тільки Євгенія залишається сама собою — чистою, доброю, всепрощаючою і нескінченно люблячою.

## Переклади українською
- Ежені Ґранде / Оноре де Бальзак ; пер. з фр. Елеонора Ржевуцька. — Київ : Дніпро, 1981. — 468 с. — (Вершини світового письменства ; т. 38). — У виданні також вміщено роман «Селяни» у перекладі Євгена Дроб'язка.

- Ежені Ґранде / Оноре де Бальзак ; пер. з фр. Елеонора Ржевуцька. — Київ : Молодь, 1971. — 500 с. — (Шкільна бібліотека). — До збірки також увійшли романи «Батько Горіо» та «Гобсек».

- Ежені Ґранде / Оноре де Бальзак ; пер. з фр. Елеонора Ржевуцька. — [Електронний ресурс]. — Доступно на порталі «Чтиво».